# Хильджи
Хильджи́ (Хальджи, Хилджи, Халджи; перс. خلجی‎) — феодальная династия тюркского или афганского происхождения (см. гильзаи), правившая Делийским султанатом с 1290 по 1320 год. Такое название династия получила по названию племени халаджей, из которого происходил основатель династии Джалал ад-Дин Фируз (1290—1296).
В 1290 году Джалал ад-Дин Фируз захватил власть в Делийском султанате, воспользовавшись царившей там феодальной смутой. Он и его зять Ала ад-Дин Хилджи, правивший после него (1296—1316), сумели остановить вторжение монголов на Индию. Династия Хильджи подчинила себе значительную часть Индостана: Доаб, Бенгалию, Гуджарат и часть Декана. Другие области Индии подверглись грабительским набегам. Для содержания огромной армии потребовалось повышение налогов. Преемник Ала ад-Дина — Кутб ад-Дин Мубарак-шах не смог удержаться у власти и в 1320 году был убит своим военачальником Хусроу-ханом.
| Титульное имя                                                         | Личное имя                         | Годы правления |
| --------------------------------------------------------------------- | ---------------------------------- | -------------- |
| Джалал ад-Дин جلال الدین‎                                              | Малик Фируз Хильджи ملک فیروز خلجی‎ | 1290—1296      |
| Ала ад-Дин علاء الدین‎                                                 | Али Гуршасп علی گرشاسپ خلجی‎        | 1296—1316      |
| Шихаб ад-Дин شھاب الدین‎                                               | Умар-хан عمر خان خلجی‎              | 1316           |
| Кутб ад-Дин قطب الدین‎                                                 | Мубарак-хан مبارک خان خلجی‎         | 1316—1320      |
| Хусроу-хан убил последнего правителя из династии Хильджи в 1320 году. |                                    |                |